# Calceolaria glandulosa
Calceolaria glandulosa är en toffelblomsväxtart. Calceolaria glandulosa ingår i släktet toffelblommor, och familjen toffelblomsväxter.

## Underarter
Arten delas in i följande underarter:
- C. g. alicahuensis
- C. g. glandulosa

## Bildgalleri

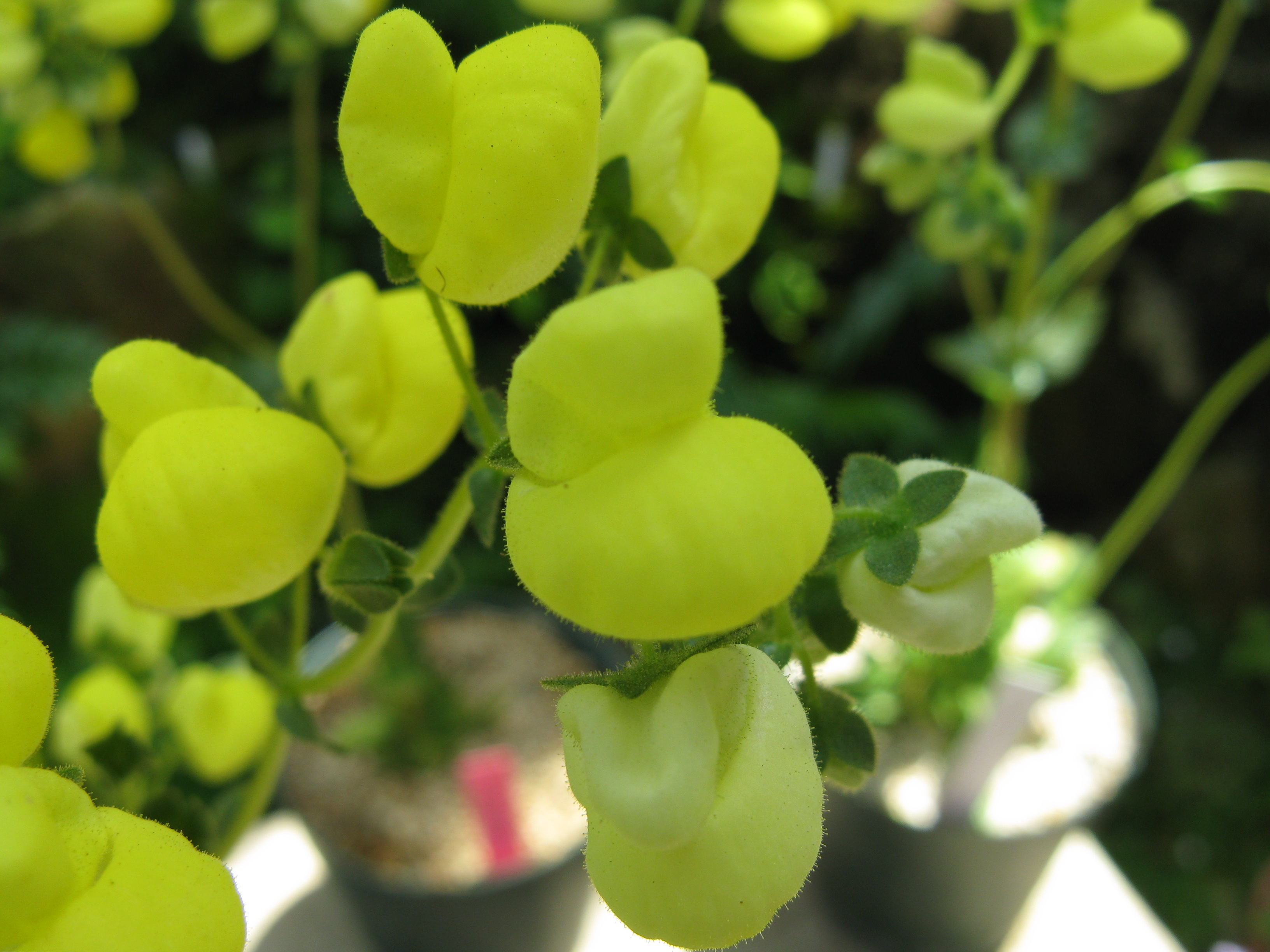